# Lelio Lagorio
Lelio Lagorio (* 9. November 1925 in Triest, heute Friaul-Julisch Venetien; † 7. Januar 2017 in Florenz) war ein italienischer Politiker der Partito Socialista Italiano (PSI), der unter anderem Bürgermeister von Florenz, Präsident der Region Toskana, Verteidigungsminister und Tourismusminister war.

## Leben

### Rechtsanwalt, Bürgermeister, Regionalpräsident und Abgeordneter
Er absolvierte nach dem Schulbesuch ein Studium der Rechtswissenschaften und war danach als Rechtsanwalt sowie Journalist tätig. Seine politische Laufbahn begann Lagorio, der Mitglied der Partito Socialista Italiano (PSI) war, in der Kommunalpolitik, als er 1965 als Nachfolger von Giorgio La Pira zum Bürgermeister von Florenz gewählt wurde und dieses Amt bis 1966 bekleidete.
Am 28. Juli 1970 wurde er zum ersten Präsidenten der Region Toskana gewählt und bekleidete diese Funktion nach einer Wiederwahl am 28. Juli 1975 bis zu seiner Ablösung durch Mario Leone am 26. September 1978. Für seine langjährigen politischen Verdienste wurde ihm am 27. Dezember 1978 das Großkreuz des Verdienstordens der Italienischen Republik verliehen.
Lagorio wurde am 20. Juni 1979 für die PSI erstmals Mitglied der Abgeordnetenkammer (Camera dei deputati) und gehörte dieser während der achten, neunten und zehnten Legislaturperiode bis zum 5. April 1992 an.

### Verteidigungsminister und Abschuss des Itavia-Fluges 870
Ministerpräsident Francesco Cossiga berief ihn am 4. April 1980 zum Verteidigungsminister (Ministro della Difesa) in dessen zweites Kabinett. Dieses Ministeramt bekleidete er auch in der darauf folgenden Regierung von Arnaldo Forlani, im ersten und zweiten Kabinett von Giovanni Spadolini sowie im fünften Kabinett von Amintore Fanfani bis zum 4. August 1983. Als Verteidigungsminister war er kraft Amtes auch Kanzler des Militärordens von Italien (Ordine militare d’Italia).
Während seiner Amtszeit als Verteidigungsminister kam es am 27. Juni 1980 zum Abschuss des Itavia-Fluges 870 bei der Insel Ustica. Der damalige Generalstabschef der Luftwaffe (Aeronautica Militare), Lamberto Bartolucci, befolgte die Anordnungen der italienischen Regierung, also des damaligen Ministerpräsidenten Francesco Cossiga, des damaligen Verteidigungsministers Lagorio und des damaligen Staatssekretärs im Ministerratspräsidium Giuliano Amato. In Italien vertuschten die Regierung, ihre Geheimdienste und die italienische Luftwaffe den Itavia-Abschuss auf systematische Weise, indem beispielsweise Radar- und Funkaufzeichnungen verschwanden. Neben dem Militärgeheimdienst SISMI spielte in diesem Zusammenhang vor allem der Luftwaffengeheimdienst SIOS-Aeronautica eine Rolle.
Lamberto Bartolucci und seine Kollegen Franco Ferri, Zeno Tascio und Corrado Melillo setzten sich lange für die Erklärung ein, die Itavia-Maschine sei auf Grund eines Bombenanschlages abgestürzt und die italienische Luftwaffe habe mit dem Vorfall nichts zu tun. Ein Urteil von 2013 bestätigt jedoch nochmals den Abschuss durch eine Rakete.
1981 wurde ihm das Großkreuz des Ordens des Infanten Dom Henrique verliehen.

### Tourismusminister, Fraktionsvorsitzender der PSI und Mitglied des Europäischen Parlaments
Im anschließend gebildeten ersten Kabinett von Ministerpräsident Bettino Craxi war Lagorio vom 4. August 1983 bis zum 1. August 1986 Minister für Tourismus und Veranstaltungen (Ministro del Turismo e Spettacolo).
Während der neunten Legislaturperiode fungierte er vom 6. August 1986 bis zum 9. Juli 1987 als Präsident der PSI-Fraktion in der Abgeordnetenkammer. Danach war er vom 4. August 1987 bis zum 17. Oktober 1989 Vorsitzender des Verteidigungsausschusses.
Bei der Europawahl 1989 wurde Lagorio zum Mitglied des Europäischen Parlaments gewählt und gehörte diesem während der dritten Legislaturperiode bis 1994 an.